# Dopravní zácpa

Německá dopravní značka 124 pro kolonu. Podobně vypadá i česká dopravní značka A 23 „Kolona“.

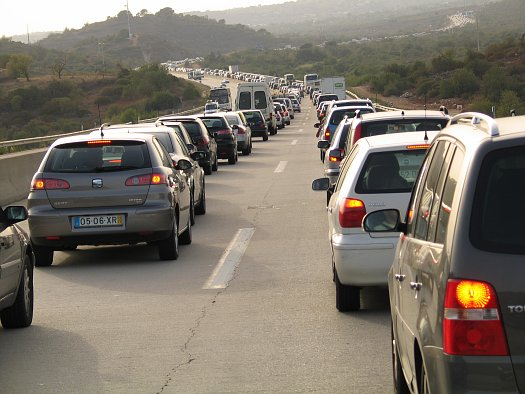
Kolona aut na portugalské silnici

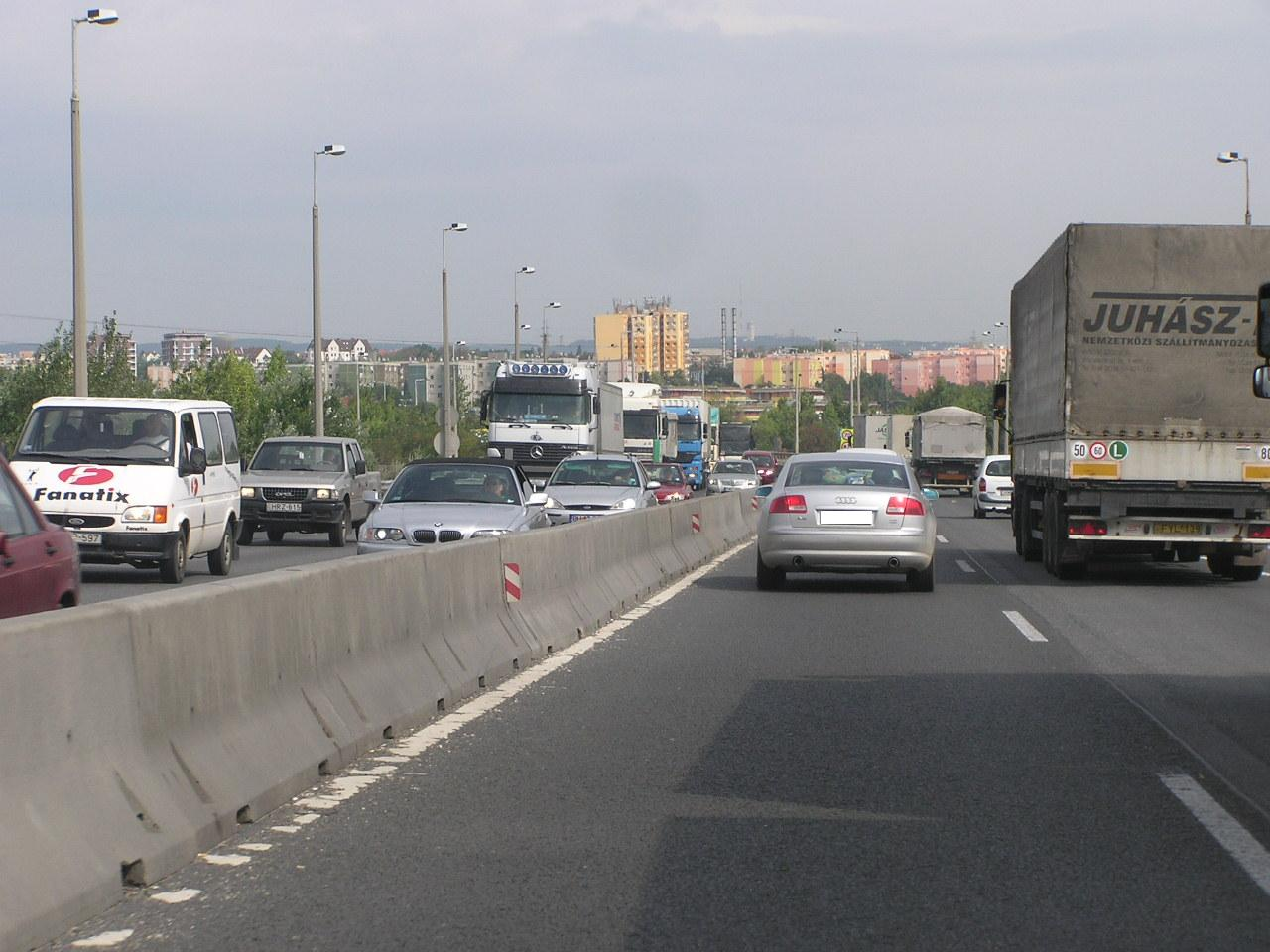
Značně slabý provoz na dálnici M0 v Maďarsku. Na druhé straně dálnice je dopravní zácpa.

Dopravní zácpa (v odborných textech nazývaná kongesce nebo dopravní kongesce) nastává, pokud je aktuální provoz silnější než aktuální kapacita dopravní cesty. Často vzniká též následkem krátkodobého zneprůjezdnění nebo snížení kapacity komunikace vlivem dopravní nehody, pracovní činnosti, vadné činnosti signalizačního zařízení nebo jiné mimořádné události.
Pro pozemní komunikace je v Česku a některých dalších zemích stanovena speciální dopravní značka „Kolona“, která upozorňuje na místa, kde pravidelně dochází ke kongescím.
Možnou obranou proti kongescím je buď zvyšování kapacity komunikací a výstavba dalších komunikací, což může přinést efekt dopravní indukce a dopravu ještě zhoršit. Druhou možností je naopak regulace provozu, omezování práva vjezdu do určitých oblastí, zpoplatňování provozu a nabídka alternativních způsobů cestování (veřejná, pěší či cyklistická). Vliv má také modernizace řízení dopravy, zejména koordinace a dynamické řízení světelných signalizačních zařízení a preference některých druhů dopravy, například hromadné, cyklistické nebo pěší.

## Extrémní dopravní zácpy
Pro své zácpy jsou známé především hustě zalidněné oblasti, kde auty cestují desítky tisíc lidí za prací. Zácpy někdy stojí i desítky hodin a řidiči jsou v nich uvězněni bez jídla a pití. Nejdelší dopravní zácpa v historii stála 10 dní a byla dlouhá více než 100 kilometrů. Odehrála se pak na čínské dálnici 110. Během této zácpy pak lidé z okolí prodávali potraviny a jiné zboží uvězněným řidičům.